# Challenger (Schiff, 1904)
Die sechste Challenger der Royal Navy war einer der beiden Geschützten Kreuzer der nach ihr benannten Klasse, die 1904 in Dienst kam. Diese Kreuzer 2. Klasse waren die letzten aus der Apollo-Klasse entwickelten Kreuzer und werden gelegentlich auch der vorangehenden Hermes- oder Highflyer-Klasse zugerechnet.
Die Challenger diente zuerst auf der Australia Station der Royal Navy von 1904 bis 1912. Während des Ersten Weltkriegs war der Kreuzer überwiegend an den Küsten Afrikas im Kampf gegen die deutschen Kolonien im Einsatz. Nach dem Kriegsende wurde der Kreuzer zum Abbruch verkauft.

## Entwicklungsgeschichte
Die Schiffe der Klasse waren eine geringfügige Weiterentwicklung der vorangehenden Highflyer-Klasse, mit denen sie die Grundauslegung teilten und daher auch gelegentlich dieser Klasse zugeordnet werden. Die beiden Schwesterschiffe verdrängten 5880 tn.l., waren 355 ft. in der Wasserlinie lang und hatten die üblichen drei Schornsteine der vorangehenden Geschützten Kreuzer 2. Klasse. Sie waren geringfügig länger und breiter und unterschieden sich vor allem durch die höhere Maschinenleistung. Den Antrieb besorgten zwei vierzylindrige Dreifach-Expansionsmaschinen von insgesamt 12.500 PSi auf zwei Wellen, die vom 18 Wasserrohrkesseln mit Dampf versorgt wurden. Trotz der 25 % Steigerung stieg die Höchstgeschwindigkeit nur um einen Knoten. Die beiden Schwesterschiffe wurden mit unterschiedlichen Kesseln ausgestattet und dienten auch zur weiteren Erprobung anderer Kessel-Typen. So erhielt die Challenger Kessel des in den Vereinigten Staaten von Babcock & Wilcox entwickelten Typs. Sie erreichte bei ihrem Abnahmetest eine Höchstgeschwindigkeit von 21,79 Knoten bei 12.781 PSi Antriebsleistung.
Hauptbewaffnung der Kreuzer war eine Batterie von elf 6"-Schnellfeuergeschützen hinter 3-Zoll-Schutzschilden, von denen eine Kanone als Buggeschütz auf dem Vordeck stand und zwei parallel als Heckgeschütze, während die übrigen acht an den Seiten auf dem Oberdeck standen. Die leichtere Bewaffnung war zu einem großen Teil auf dem Oberdeck zwischen den schweren Kanonen aufgestellt.
Schon während des Baues der beiden Kreuzer wurde entschieden, dass sie auf der Australia Station eingesetzt werden würden und Aufgaben in der Entwicklung einer Marine des Australischen Bundes übernehmen sollten.

## Einsatzgeschichte
Die auf der Marinewerft in Chatham (Kent) gebaute Challenger lief am 27. Mai 1902 als erstes der beiden bestellten Schiffe vom Stapel und kam am 30. Mai 1904 in Dienst, um sofort auf die Australia Station zu verlegen. Sie sollte mit einer Besatzung von 505 Mann auslaufen, die sich längerfristig für einen Dienst auf der Station verpflichten.
Nach den Vereinbarungen mit der Admiralität sollte die Challenger nach dem Eintreffen auf der Station möglichst bald und total eine Besatzung aus Australiern und Neuseeländern erhalten und das stärkste von Einheimischen betriebene Kriegsschiff werden. Nach dem Naval Agreement Act von 1903, der die Stationierung von Royal-Navy-Einheiten im Empire und die Beteiligung der Kolonien an den Kosten regelte, sollte das Geschwader der Australia Station aus einem Kreuzer 1. Klasse, zwei der 2. Klasse und vier der 3. Klasse bestehen.

### Australia Station

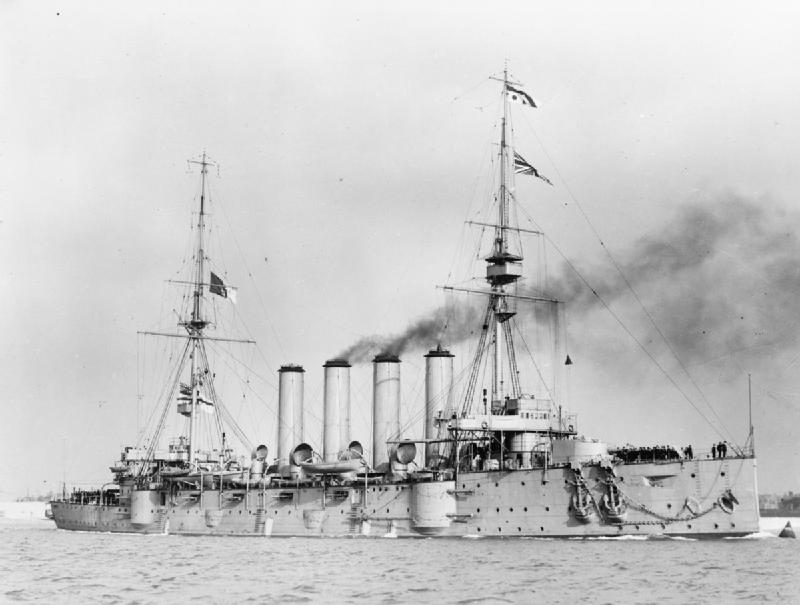
Die Euryalus 1904
Flaggschiff der Australia Station

Flaggschiff der Station war seit dem 26. März 1904 der Panzerkreuzer Euryalus, die Challenger bei ihrem Eintreffen im Juli 1904 der erste Kreuzer 2. Klasse. Wie sie, sollte auch der seit 1903 auf Station befindliche Kreuzer 3. Klasse Psyche Einheimische im Flottendienst ausbilden. Dazu waren noch fünf alte Kreuzer der Pearl-Klasse seit 1891 im Dienst, von denen HMS Tauranga, Katoomba und Mildura als Drillschiffe für die Erstausbildung dienten. Sie wurden ab 1904 abgezogen und als letzte verließen Katoomba und Wallaroo im Januar 1906 Australien. Darüber hinaus waren noch etliche kleinere Schiffe vorhanden.

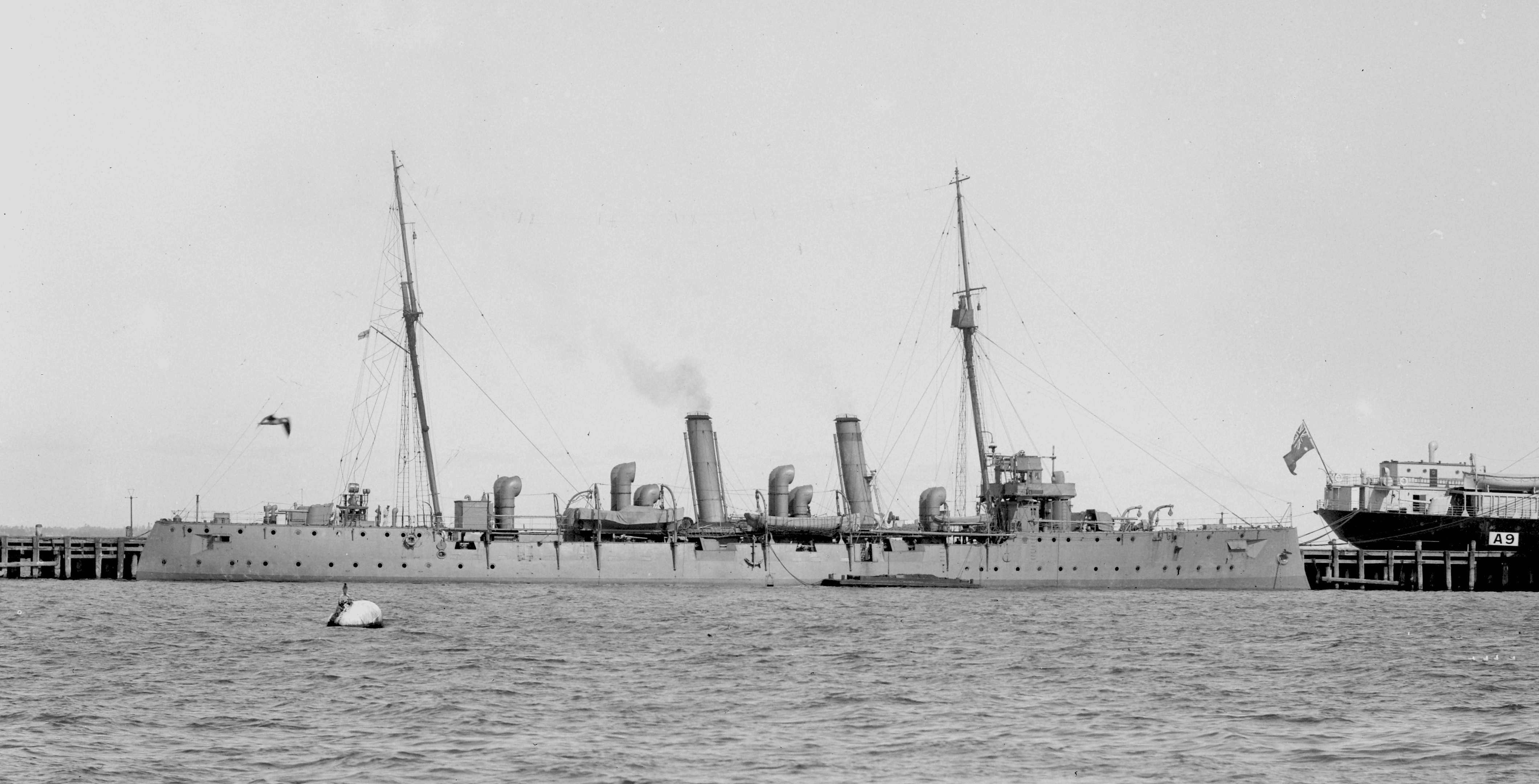
HMS Pyramus 1914

Mit dem Flaggschiff Euryalus und der Psyche besuchte die Challenger im Februar 1905 Neuseeland, wo die Challenger etwas länger verblieb, was sie während ihrer Einsatzzeit auf der Station mehrfach wiederholte. Ab 1905 füllte sich der Bestand der Australia Station durch weitere Kreuzer der Pelorus-Klasse, von denen fünf (Psyche, Pegasus, Prometheus, Pioneer und Pyramus) der neun Kreuzer der Klasse schließlich nach Australien kamen. Die als Drillschiffe vorgesehenen Pioneer und Pyramus traten zusammen die Reise an, auf der Pyramus erhebliche Schwierigkeiten mit den Kesseln hatte, zeitweise vom Schwesterschiff geschleppt werden musste und erst im Januar 1906, betreut von der entgegen gelaufenen Psyche, in Australien eintraf. Im Dezember 1905 wurde das Flaggschiff Euryalus abgelöst und durch den älteren Geschützten Kreuzer Powerful ersetzt. Auch der alte Kreuzer 2. Klasse Cambrian der Astraea-Klasse, der 1913 das letzte Flaggschiff der Australia Station der Royal Navy werden sollte, traf kurz vor Weihnachten in Australien ein. Letzte Verstärkung der Australia Station war dann das im Februar auf der Station eintreffende Schwesterschiff der Challenger, die Encounter.
Im April 1906 hatte die im Aufbau befindliche Australische Marine 525 Mann auf aktiven Schiffen, von denen 267 Mann auf der Challenger Dienst taten. Der Kreuzer führte im Juli 1906 ihre erste Besatzungsablösung in Singapur durch, wo sie von HMS Argonaut den Ersatz übernahm. Der große Kreuzer hatte hauptsächlich Ersatz für die China Station an Bord und lief weiter nach Hongkong. Der nächste Austausch fand 1908 in Sydney statt, wo die Challenger ihren Ersatz von HMS Gibraltar übernahm. Der Ersatz hatte zuvor die Rumpfbesatzung der Dido gebildet. Der Bedarf der Challenger hatte sich inzwischen stark verringert, da inzwischen die Besatzung zu 60 % aus Australiern bestand.
1911 führte die Challenger eine Auslandsreise über den Pazifik durch, da sie zusammen mit dem Panzerkreuzer Kent der China Station einen Besuch Chiles durchführen sollte. Der Besuch war eine verspätete Würdigung der 100-jährigen Unabhängigkeit des südamerikanischen Staates, der sich mit England stark verbunden fühlte. Challenger verließ Sydney am 14. Februar über Tahiti, Pitcairn und die Osterinsel, um sich in Caldera (Chile) mit dem Panzerkreuzer zu treffen. Zwei Tage vor dem Erreichen des Ziels, wo sie nochmals Kohlen übernehmen wollten, kamen beide in Funkkontakt. Am 5. April liefen die beiden britischen Schiffe in Valparaíso ein, wo sie 14 Tage verblieben. Die Rückreise der Challenger erfolgte anfangs gemeinsam mit der Kent. Die britischen Kreuzer besuchten noch Iquique, Callao, Panama, San Salvador, San Jose, Acapulco und Los Angeles. Beim Rückmarsch auf ihre Stationen trennten sie sich in Honolulu. Die Challenger kehrte dann über Fidschi und Neuseeland am 20. August nach einer Fahrt von 24.000 Meilen nach Sydney zurück.
Im Januar 1912 übernahm der Panzerkreuzer Drake in Colombo die Aufgaben des Flaggschiffs von der Powerful. Inzwischen war die Entscheidung für die Bildung einer eigenen australischen Marine gefallen und für diese ein Bauprogramm moderner Schiffe aufgelegt worden. Die Übergangsregelung sah vor, dass die Challenger nach Europa zurückkehrte, während ihr Schwesterschiff Encounter mit einer Stammbesatzung die Ausbildung australischer Marinesoldaten weiter vorantreiben sollte. Vor der Abreise der Challenger sollte allerdings der alte Kreuzer Cambrian aus China nach Australien zurückkehren. Anfang September 1912 traf die Challenger nach acht Jahren auf der Australia Station wieder in England ein.

### Kriegseinsätze
Zu Beginn des Ersten Weltkriegs wurde die Challenger dem 9. Kreuzergeschwader in Portland zugeteilt, das den Bristolkanal gegen etwaige Minenleger sichern und deutsche Handelsschiffe kapern sollte. Von der Challenger wurde der deutsche Frachter Ulla Boog (1698 BRT, 1908 Rostock) aufgebracht, der auf der Reise von Archangelsk nach Wales war.

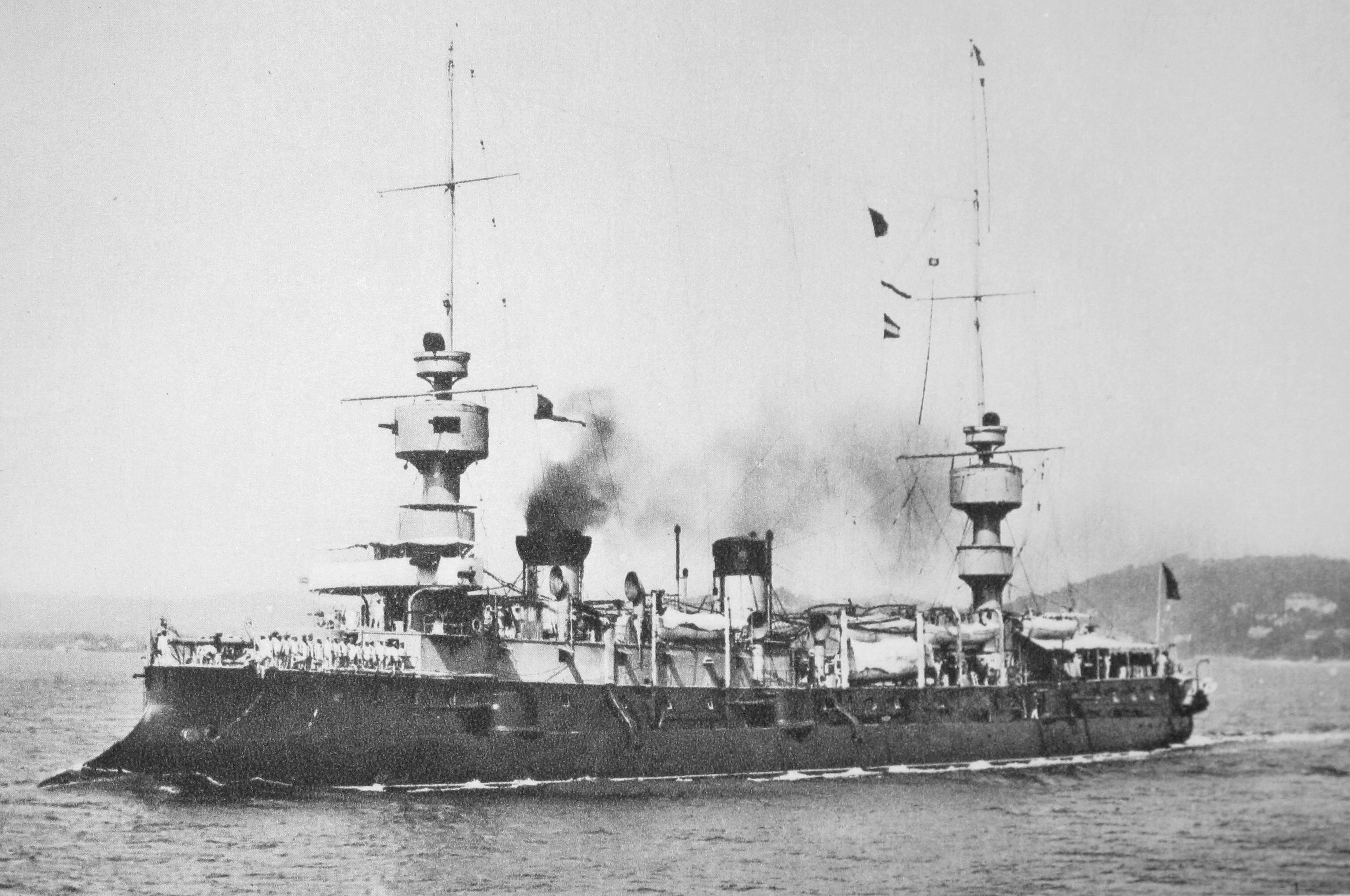
Die Bruix

Mitte August wechselte der Kreuzer mit der Argonaut zur von Admiral John de Robeck befehligten Finisterre Station, um dort ihre Halbschwester Highflyer zu ersetzen, die weiter nach Süden verlegt wurde. Am 30. August wurde die Challenger dann von Madeira nach West Afrika gesandt, um mit dem Panzerkreuzer Cumberland und dem Französischen Kreuzer Bruix am Angriff gegen die Deutsche Kolonie Kamerun teilzunehmen. Sie brachte dabei Brigadegeneral Charles Macpherson Dobell und seinen Stab vor Ort.
Am 25. September 1914  die Challenger die Sperren in der Einfahrt von Duala. Alle überflüssigen Ausrüstungen waren von Bord gegeben worden, um den Tiefgang des Schiffes zu reduzieren. Zwei Tage später kapitulierte Duala, der Hauptort der deutschen Kolonie. Die Kämpfe um Kamerun gingen jedoch weiter. Im Januar 1915 blockierte die Challenger Edea, das von außen keine Hilfe erwarten konnte. Das Kommando des Kreuzers hatte Captain Cyril Fuller übernommen, der bislang die jetzt nach England kommandierte Cumberland befehligt hatte. Um dem Mangel an Geschützen der Invasionstruppen zu verbessern, gab die Challenger eines ihrer 12-pdr-Geschütze an Land. Als Ende April die Challenger durch den alten Kreuzer Astraea abgelöst wurde, wechselte Captain Fuller erneut das Kommando und blieb der Seebefehlshaber vor Kamerun.
Die Challenger wechselte im Frühjahr 1915 an die Küste Deutsch-Ostafrikas, um an der Vernichtung des im Rufiji-Delta eingeschlossenen deutschen Kreuzers Königsberg teilzunehmen. Sie wurde zeitweise Flaggschiff des Oberbefehlshabers, da die Hyacinth überholt werden musste. Am 29. September 1915 zerstörte sie zusammen mit dem Kreuzer Hyacinth in Lindi den Dampfer Präsident der DOAL (3310 BRT, 1901 Blohm & Voss) und am 23. März 1916 zusammen mit dem Linienschiff Vengeance den Reichspostdampfer Tabora (8022 BRT, 1912 Blohm&Voss) vor Dar-es-Salaam. Dazwischen hatte sie auch Angriffe auf andere Küstenabschnitte zusammen mit dem Monitor Mersey und begleitet von einem leeren Transporter durchgeführt, um Landungsabsichten vorzutäuschen und die Schutztruppe zu einer weiteren Verteilung zu zwingen. Am 13. Juni 1916 beschoss sie Dar-es-Salaam, den Hauptort der deutschen Kolonie. Sie blieb vor Ostafrika bis 1918, da es nicht gelang, die deutschen Streitkräfte dort endgültig auszuschalten.

## Endschicksal derChallenger
Am 3. Februar 1919 begann der Rückmarsch der Challenger von der Cape Station nach England. 1920 wurde die in die Heimat zurückgekehrte Challenger zum Abbruch verkauft.